# Bernard Rappaz (journaliste)
 (août 2022).
Si vous disposez d'ouvrages ou d'articles de référence ou si vous connaissez des sites web de qualité traitant du thème abordé ici, merci de compléter l'article en donnant les références utiles à sa vérifiabilité et en les liant à la section « Notes et références ».
Pour les articles homonymes, voir Bernard Rappaz et Rappaz.
Bernard Rappaz, né le 25 septembre 1961 à Sierre, est un journaliste suisse.

## Biographie
Après ses études à l'Institut d'études sociales à Genève, Bernard Rappaz s'oriente vers le journalisme. À 21 ans, il voyage pendant un an à travers l'Afrique et écrit une chronique de voyage pour le Journal de Sierre. En 1984, il entre à l'Institut de Journalisme de l'Université de Fribourg puis, en 1987, il travaille pour le magazine L'Hebdo comme journaliste économique. En 1992, il rejoint la Télévision suisse romande afin de mettre sur pied une rubrique économique au sein du Téléjournal dont il assume la responsabilité de juin 1993 à juin 1997.
Il est correspondant de la TSR à Washington de 1997 à 2001. Durant cette période, il réalise un sujet pour l'émission Temps Présent qui obtient le Prix Média Idée Suisse. De retour en Suisse, il fait partie des pionniers qui lancent le numérique à la RTS et il est nommé rédacteur en chef de multimedia depuis 2001. Il devient ensuite rédacteur en chef de l'Actualité depuis le 1er janvier 2009 et prend la responsabilité de l'ensemble des journaux télévisés et des magazines d'actualité (Mise au point, Infrarouge, TTC, Géopolitis, etc.)
Début novembre 2020, alors qu’une enquête est lancée pour faire la lumière sur les comportements problématiques au sein de la RTS, notamment à la suite des accusations contre Darius Rochebin, Bernard Rappaz a décidé de se mettre en retrait le temps de l’enquête. En avril 2021, sa responsabilité hiérarchique n'étant pas mis en cause, il décide de quitter la RTS après 13 ans de rédaction en chef de l'actualité et du multimédia.
En janvier 2022, il rejoint Edgelands https://edgelands.institute, un institut créé à Harvard / Boston qui utilise la recherche universitaire et l'art pour explorer comment la numérisation de la sécurité urbaine modifie le contrat social. Pour étudier les défis de la "société de la surveillance" Edgelands organise des laboratoires (Medellin, Genève, Chicago, Nairobi, Singapour, etc.)

## Référence
1. ↑  Journal de Sierre 13.01.1995
2. ↑  Communiqué de presse de la TSR 18.09.2008
3. ↑  « Le rédacteur en chef Bernard Rappaz se retire provisoirement », Le Matin,‎ 11 novembre 2020 (ISSN 1018-3736, lire en ligne, consulté le 16 novembre 2020)
4. ↑  « L’acte de contrition de la RTS », sur L’acte de contrition  de la RTS (consulté le 25 février 2022)